# Synagoge (Jugenheim in Rheinhessen)
Die Synagoge in Jugenheim im rheinland-pfälzischen Landkreis Mainz-Bingen wurde um 1846 eingerichtet. Sie befand sich in der Hintergasse 5. Bei den Novemberpogromen 1938 wurde die Synagoge bis auf die Grundmauern niedergebrannt.

## Geschichte
Wahrscheinlich gab es bereits um 1800 einen Betsaal in Jugenheim. Unterlagen weisen darauf hin, dass im Jahr 1833 in der Hintergasse, im Erdgeschoss eines Wohnhauses eines Mitgliedes der jüdischen Gemeinde, eine Synagoge vorhanden war. 1846 wurde im Obergeschoss des Anwesens Hintergasse 5 eine neue Synagoge eingerichtet. Im Laufe der Jahre wurden immer wieder Reparaturarbeiten notwendig. Zur Finanzierung der Gemeinde und der nötigen Reparatur- und Instandsetzungsarbeiten, waren die Sitzplätze des Betraumes an Gemeindemitglieder für jeweils drei Jahre vermietet. Zudem wurden die beiden Dachkammern als Wohnraum vermietet. Wie lange die Synagoge genau genutzt wurde, ist nicht bekannt. Vermutlich wurde sie bis zum Ende der 1920er Jahre genutzt. Zumindest für das Jahr 1927 gibt es Belege dafür, dass die Synagoge noch genutzt wurde, da Mitglieder der jüdischen Gemeinde Partenheim in diesem Jahr noch den Gottesdienst in Jugenheim besuchten. Bei den Novemberpogromen wurde das Gebäude in Brand gesetzt und brannte bis auf die Grundmauern nieder. Nach dem Verkauf des Grundstückes wurde durch einen Privatmann ein neues Gebäude errichtet, in welches die verbliebenen Mauerreste der Synagoge integriert wurden.

## Jüdische Gemeinde Ingelheim
Erstmals urkundlich erwähnt werden Juden in Jugenheim im Jahr 1614. Die jüdische Gemeinde bestand bis Ende der 1920er Jahre. Die letzten jüdischen Einwohner mussten Ende 1938 nach Mainz übersiedeln, von wo aus sie später deportiert wurden.